# خاویر ماریسکال
فرانسیسکو خاویر اراندو ماریسکال (به اسپانیایی: Francisco Javier Errando Mariscal)؛ (زادهٔ ۹ فوریهٔ ۱۹۵۰ میلادی) معروف به خاویر ماریسکال یک هنرمند و طراح اهل اسپانیا است که آثارش طیف گسترده‌ای از رسانه‌ها را شامل می‌شود، از نقاشی و مجسمه‌سازی گرفته تا طراحی داخلی و محوطه سازی. او در فوریه ۱۹۵۰ میلادی در شهر والنسیا، اسپانیا در خانواده‌ای متشکل از یازده برادر و خواهر به دنیا آمد. او از سال ۱۹۷۰ میلادی در بارسلون زندگی و کار می‌کند.

## حرفه
زبان ماریسکال ترکیبی است، از ضرباتی اندک و بیانی بسیار. او تحصیل در مدرسۀ پیلار در والنسیا را آغاز کرد. پس از آن در مدرسۀ الیساوا در بارسلونا در رشتۀ طراحی تحصیل کرد، اما به زودی آنجا را ترک کرد تا مستقیماً در محیط خود بیاموزد و انگیزه‌های خلاقانۀ خود را دنبال کند. اولین قدم‌های او در کمیک‌های زیرزمینی بود، کاری که خیلی زود با تصویرسازی، مجسمه‌سازی، طراحی گرافیک و طراحی داخلی ترکیب شد.

چهارپایهٔ «دوبلکس»، نمادی معتبر از دههٔ ۱۹۸۰ میلادی، اثر: خاویر ماریسکال

او در سال ۱۹۷۹ میلادی لوگوی بار سل اونا را طراحی کرد، کاری که باعث محبوبیت او شد. سال بعد، او اولین بار را در والنسیا با عنوان دوبلکس که توسط ماریسکال به همراه فرناندو سالاس طراحی شده بود، افتتاح کرد؛ که برای آن یکی از معروف‌ترین قطعات خود، چهارپایۀ دوبلکس، نمادی معتبر از دهۀ ۱۹۸۰ میلادی را طراحی کرد. در سال ۱۹۸۱ میلادی، کار او به عنوان یک طراح مبلمان باعث شد تا در نمایشگاه ممفیس، سبکی بین‌المللی در میلان شرکت کند. در سال ۱۹۸۷ میلادی نمایشگاهی در مرکز ژرژ پمپیدو پاریس برپا کرد و در داکومنتا ده کاسل (سند کاسل) شرکت کرد.

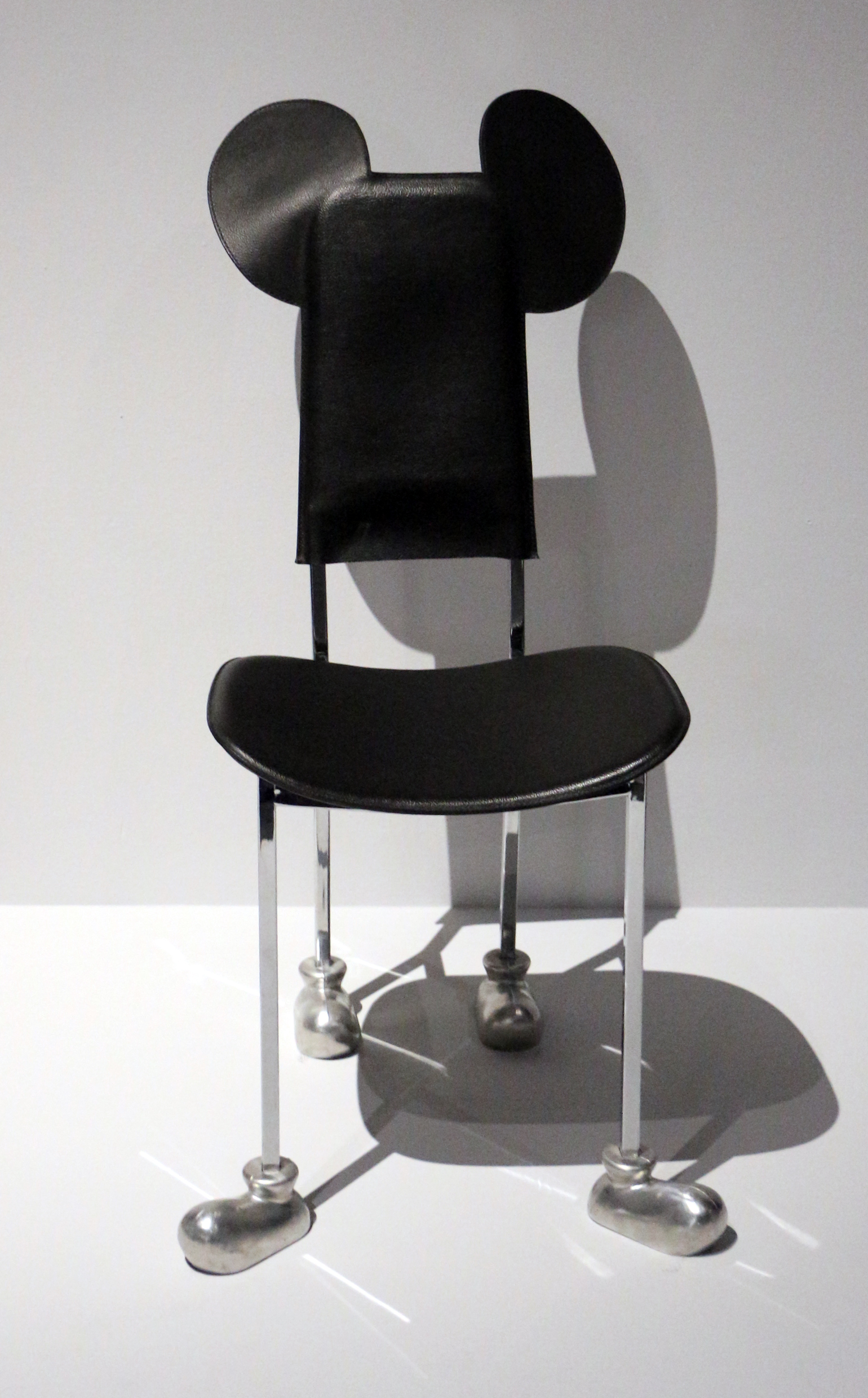
گاریریس، ۱۹۸۷ میلادی، موزۀ ملی هنر مدرن، پاریس

در طول دهۀ ۱۹۸۰ میلادی، او چندین مجموعۀ پارچه برای ماریتا و ترافیکه ده موداس (ترافیک مُد) طراحی کرد و در سالن وینسون در بارسلون به نمایش گذاشت. در سال ۱۹۸۹ میلادی، کوبی به عنوان نماد بازی‌های المپیک ۱۹۹۲ میلادی بارسلون انتخاب شد. این نماد به دلیل تصویر پیشتازش مرکز جنجال‌های بزرگی بود، اگرچه زمان نشان داد که حق با سازندۀ آن بوده‌ است و اکنون کوبی به عنوان سودآورترین نماد در تاریخ بازی‌های مدرن شناخته می‌شود. او بعداً مجموعه کارتونی دستهٔ کوبی را ساخت.
او استودیو ماریسکال را در سال ۱۹۸۹ میلادی افتتاح کرد و در چندین پروژه با طراحان و معمارانی مانند: آراتا ایسوزاکی، آلفردو آریباس، فرناندو سالاس، فرناندو آمات و پپه کورتس همکاری داشته‌ است. برجسته‌ترین آثار او شامل هویت‌های بصری برای حزب سوسیال دموکرات سوئد، سوسیال‌دموکراترنا؛ ایستگاه رادیویی اسپانیایی موج صفر؛ باغ وحش بارسلونا؛ دانشگاه والنسیا؛ مرکز معماری و طراحی فانوس دریایی در گلاسگو، مرکز فرهنگی گرن‌شیپ در ژاپن و شرکت تولید پست لندن، فریم‌استور است.
در سال ۱۹۹۵ میلادی، تویپسی به عنوان نماد برای نمایشگاه اکسپو ۲۰۰۰ در هانوفر انتخاب شد. موفقیت این نماد منجر به ساخت سریال تویپسی شد که در آن ستارۀ یک پیام‌رسان فضای مجازی است و اکشن در اینترنت اتفاق می‌افتد. تویپسی به بیش از صد کشور فروخته شد. در سال ۱۹۹۵ میلادی، او همچنین مجموعۀ مبلمان آموروسوس (عاشقانه) را برای تولیدکننده ایتالیایی موروزو طراحی کرد که شامل یکی از موفق‌ترین مبلمان او، صندلی راحتی الکساندرا است، که در آن اشکال ارگانیک و استفاده او از رنگ، سبک حیاتی و برون‌گرا را که مشخصۀ اشیاء ماریسکال است، ارتباط می‌دهد.
در سال ۱۹۹۵ میلادی، ماریسکال با دانش‌آموزان مدرسه‌ای در سرزمین والنسیا برای ایجاد یک مجسمۀ دیواری جمعی در روزهای اعتراض برای استفاده از زبان والنسیایی در آموزش همکاری کرد. این نقاشی دیواری اکنون در دانشکدۀ معلمی دانشگاه والنسیا قرار دارد و بازدید از آن برای عموم آزاد است.

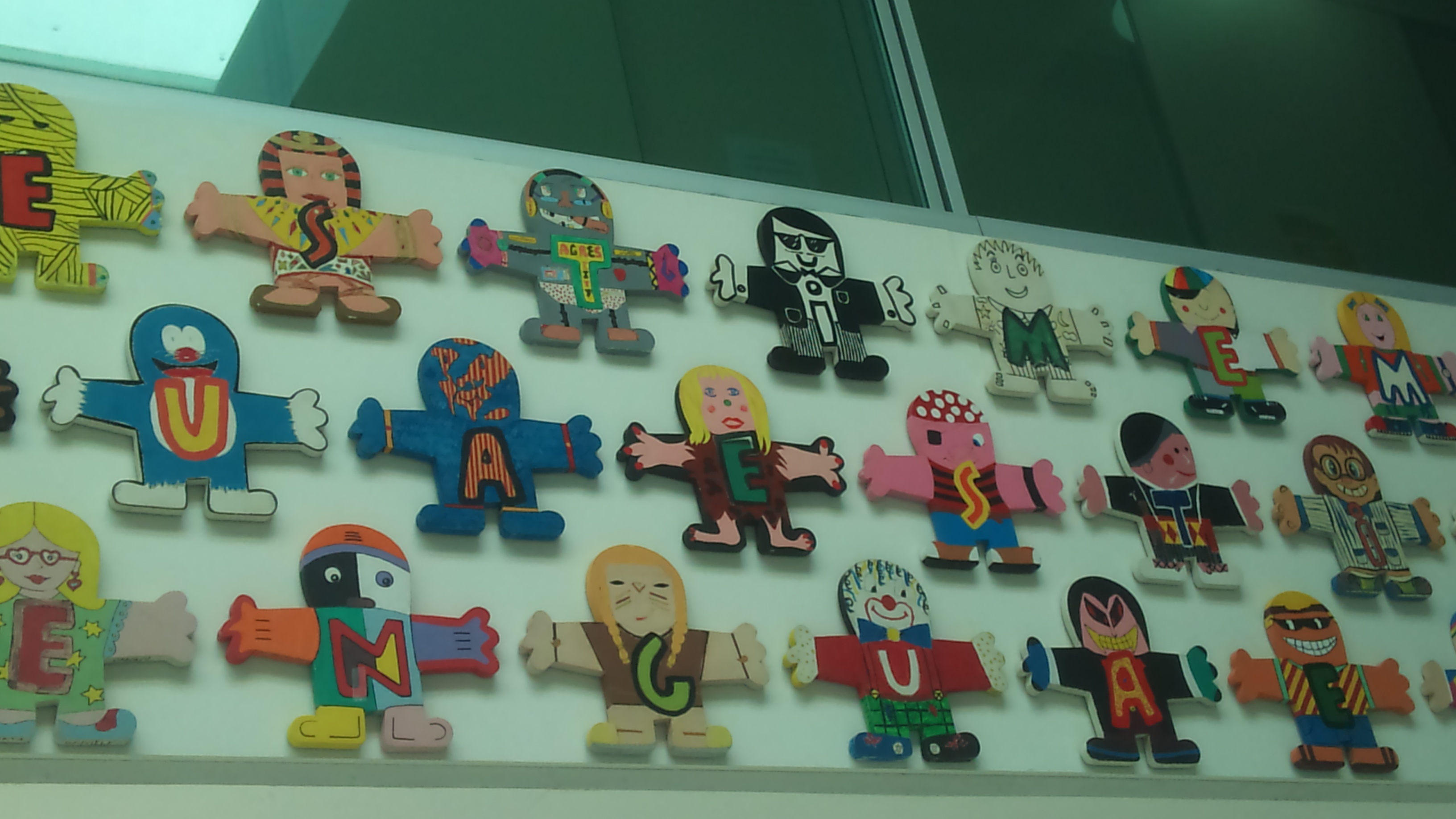
نمای جزئی از نقش برجستۀ دیواری ایجاد شده توسط ماریسکال و دانش آموزان مدارس والنسیا به عنوان بخشی از «جلسۀ مدارس به والنسیایی (زبان)» در سال ۱۹۹۵ میلادی

در سال ۲۰۰۱ میلادی، او صندلی اتاق خاطرات مورد درخواست را طراحی کرد که در قسمت دوم سریال برادر بزرگ از کانال ۴ استفاده شد.
در سال ۲۰۰۲ میلادی، حرفۀ چندرشته‌ای او با طراحی یکپارچۀ هتل گرن دومینه بیلبائو، بین موزه گوگنهایم در بیلبائو و ریا، که مفهوم خلاقانۀ آن مبتنی بر بازتاب تاریخ طراحی قرن بیستم است، به اوج خود رسید. ماریسکال چیزهایی از یونیفرم گرفته تا نمای سر در طراحی کرد، از جمله تصویر گرافیکی و وب‌گاه آن. او طراحی داخلی جی‌اچ‌دی‌بی را با فرناندو سالاس انجام داد، او همچنین در پروژۀ کلوب کاله ۵۴ همکاری داشت، پروژه‌ای که فرناندو تروئبا نیز بخشی از آن است و فضای زنده‌ای را برای مادرید فراهم می‌کند که معتبرترین نوازندگان جاز لاتین مانند ببو والدس و پاکیتو د'ریوه‌را در آن اجرا می‌کنند. مادرید همچنین خانۀ هتل پوئرتا آمریکا متعلق به گروه سیلکن است، پروژه‌ای که بهترین استودیوهای معماری و طراحی آن زمان در آن شرکت داشتند. استودیو ماریسکال و فرناندو سالاس مسئولیت طراحی داخلی طبقۀ یازدهم را بر عهده داشتند.
نمونۀ دیگری از حرفۀ میان‌رشته‌ای او، نمایش سمعی و بصری رنگ‌ها است که در سال ۱۹۹۹ میلادی در بارسلون به نمایش درآمد و ربات دیمیتری، یکی دیگر از مخلوقات ماریسکال، در آن نقش آفرینی کرد. فیلمنامۀ رنگ‌ها برای کنفرانس‌های مکرر طراحی که او در سرتاسر جهان برگزار می‌کند، به گونه‌ای تنظیم شده‌ است که به جای کنفرانس‌ها، نمایش‌های کوچک سرگرم‌کننده با طنز و لطافت نشان داده شود.

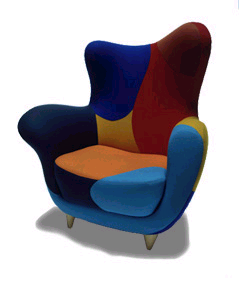
صندلی راحتی «الکساندرا»، برای موروزو

در سال ۲۰۰۵ میلادی، او چندین شیء برای مجموعۀ کودکان «من هم»، توسط ماجیس ساخت، همکاری پرباری که هنوز ادامه دارد. برخی از جدیدترین کارهای او، که او همچنان با وظیفۀ هنری خود ترکیب می‌کند، تصویر مؤسسه مالی اسپانیایی، بانکاجا؛ سی و دومین جام آمریکا؛ برند جدید کیف‌های کامپر، کامپر برای دست و همچنین طراحی داخلی رستوران ایکه‌آ در ویتوریا. در سال ۲۰۰۶ میلادی، او با مجسمۀ تصادم! در آرکو شرکت کرد، که ادای احترامی به طراحی خوش‌بینانه دهه ۱۹۵۰ بود و راهی برای گفتن اینکه اعتماد به آینده منفجر شده‌ است، زیرا اکنون باید به این فکر کنیم که چگونه آینده را ممکن کنیم.
در سال ۲۰۰۹ میلادی، از ۱ ژوئیه تا ۱ نوامبر، یک بازنگری بزرگ از آثار ماریسکال در بریتانیا در موزۀ طراحی لندن به نمایش گذاشته شد که در آن بازدیدکنندگان از طریق تونلی وارد می‌شوند که ۶۴۰ نمونه از سبک طراح را از سال ۱۹۷۰ میلادی تا امروز نشان می‌دهد، از جمله تایپ‌فیس‌های او. همچنین یک نقاشی دیواری برای فضای بیرونی خود موزۀ طراحی ایجاد کرد.
ماریسکال با فرناندو تروئبا، کارگردان برندۀ جایزۀ اسکار، انیمیشن بلند اسپانیایی-بریتانیایی، محصول ۲۰۱۰ میلادی با عنوان: چیکو و ریتا را طراحی و کارگردانی کرد. این فیلم موسیقی و فرهنگ کوبا را گرامی می‌دارد و داستان عاشقانه‌ای را در پس‌زمینۀ هاوانا، نیویورک، لاس وگاس، هالیوود و پاریس در اواخر دهۀ ۱۹۴۰ و اوایل دهۀ ۱۹۵۰ میلادی به تصویر می‌کشد. این فیلم نامزد جایزۀ اسکار بهترین انیمیشن بلند شد.

## جوایز
در سال ۱۹۹۹ میلادی، ماریسکال جایزۀ طراحی ملی وزارت صنعت اسپانیا و کمک‌های مالی بنیاد بی‌سی‌دی را به منظور قدردانی از دستاوردهای یک پیشهٔ حرفه‌ای دریافت کرد. در سال ۲۰۱۱ میلادی او برندۀ جایزه هیئت داوران ملی دانشجویی مجارستان برای چیکو و ریتا در هفتمین جشنوارۀ فیلم‌های بلند انیمیشن اروپایی و فیلم‌های ویژۀ تلویزیونی شد.